# Iolanda Cintura
Iolanda Pedro Campos Cintura Seuane, kurz Iolanda Cintura, (* 24. Oktober 1972 in Vila Pery, Portugiesisch-Ostafrika) ist eine mosambikanische Chemikerin und Politikerin (FRELIMO). Von 2010 bis 2015 leitete sie das mosambikanische Ministerium für Frauen und soziale Angelegenheiten. Seit 2015 ist sie Gouverneurin der Hauptstadt Maputo. 

## Leben

### Jugend und Ausbildung
Cintura wuchs in der Kleinstadt Vila Pery, dem heutigen Chimoio auf, bis sie mit acht Jahren gemeinsam mit ihrer Familie nach Beira zog, wo sie die Escola Primária do Macurungo besuchte. Später zog sie in die Hauptstadt Maputo, wo sie die Escola Secundária Francisco Manyanga besuchte. Ihre Ausbildung schloss  sie 1989 ab.
Nach langem Hadern und zwischenzeitlichen kleineren Tätigkeiten, begann sie Chemie an der Universidade Eduardo Mondlane zu studieren. Ihr Studium schloss sie 1999 mit der licenciatura ab. Parallel qualifizierte sich Cintura weiter und erwarb verschiedene Ausbildungszertifikate: Management und Verwaltung von Kraftstoffen (Norwegisches Öl-Institut, 1999), Zusammenhänge zwischen Energie- und Geschlechterwissenschaften (Department of Energy, Washington, 2001) und zwei Zertifikate in Führungs- und Managementqualitäten (Universidade Pedagogica de Maputo, 2007 und 2011).

### Beruflicher Werdegang und Aufstieg
Obwohl eigentlich mit der Intention direkt in der Industrie zu arbeiten, wechselte Cintura schnell in die mosambikanischen Verwaltung und übernahm verschiedenste Position innerhalb des Ministeriums für Energie (heute Ministerium für natürliche Ressourcen und Energie). Von 2000 bis 2003 war sie Leiterin der Abteilung für Kraftstoffe, 2003/04 stellvertretende Leiterin der Abteilung für Energie und 2004 bis 2010 Leiterin des Amtes für Kraftstoffe. Im Rahmen dieser Aufgaben war Cintura von 2008 bis 2010 auch im Verwaltungsrat der staatlichen Petromoc und 1999 Mitglied des Unterausschusses für Öl der SADC.
Im Jahr 2010 berief Armando Guebuza Cintura in sein Kabinett und vertraut ihr das Ressort für Frauen und soziale Angelegenheiten (Ministério de Mulher e Acção Social) an.
Nach der Präsidentschaftswahl 2015 berief der neue Präsident Nyusi Cintura nicht mehr ins Kabinett, sondern ernannte sie zur Gouverneurin der Hauptstadt Maputo.

### Privat
Cintura ist verheiratet und nahm danach den Nachnamen Seuane an. Sie hat zwei Kinder und ist christlichen, katholischen Glaubens.